# 16 Sagittarii
16 Sagittarii, som är stjärnans Flamsteed-beteckning, är en trippelstjärna, belägen i den norra delen av stjärnbilden Skytten. Den har en kombinerad skenbar magnitud på 6,02 och är svagt synlig för blotta ögat även där ljusföroreningar ej förekommer. Den beräknas befinna sig på ett avstånd på ca 4 600 ljusår (ca 1 400 parsek)  från solen och rör sig närmare solen med en heliocentrisk radialhastighet på ca -11 km/s. Den ingår i stjärnhopen Sagittarii OB7 och tillsammans med stjärnan 15 Sagittarii joniserar den en HII-region längs den västra kanten av molekylmolnet L291.

## Egenskaper
Primärstjärnan 16 Sagittarii A är en blå till vit jättestjärna av spektralklass O9.5 III Den har en massa som är ca 50 solmassor och utsänder från dess fotosfär ca 7 miljarder gånger mera energi än solen vid en effektiv temperatur av ca 11 700 K.
Mason et al. (1998) fann att 16 Sagittarii var en dubbelstjärna med en uppskattad omloppsperiod på ungefär 130 år och en skillnad i magnitud på 0,4. Båda stjärnorna visar tecken på en variabel radiell hastighet, vilket tyder på att de är spektroskopiska dubbelstjärnor, vilket gör den till ett fyrdubbel stjärna. Tokovinin (2008) ser den dock som en trippelstjärna.
Omloppselement för huvudstjärnan, 16 Sagittarii Aa och Ab, publicerades av Mayer et al. (2014), som ger en omloppsperiod på 12,76 dygn och en excentricitet på 0,18. Konstellationen visar en longitudinell magnetfältstyrka av −74 ± 44 G och en projicerad rotationshastighet på 51 km/s. En ytterligare följeslagare, 16 Sagittarii B, har en massa som är ca 2,5 gånger solens massa.